# طريق الثمرة
طريق الثمرة Orchard Road وهو طريق يبلغ طولهُ 2.2 كلم في بولفارد في سنغافورة وهو معلم سياحي كبير في البلد وتتواجد فيه الكثير من الحدائق والأسواق وهي تشبه دولة مدينة  وهذه المنطقة من أكثر مناطق التجمع الحضري في آسيا.